# Ярыновка (Ровненский район)
Ярыновка (укр. Яринівка) — село в Малинской сельской общине Ровненского района Ровненской области Украины.
До 2020 года входило в Березновский район.
Население по переписи 2001 года составляло 857 человек. Почтовый индекс — 34613. Телефонный код — 3653. Код КОАТУУ — 5620489501.